# Cantó de Plouescat
El cantó de Plouescat (bretó Kanton Ploueskad) és una divisió administrativa francesa situat al departament de Finisterre a la regió de Bretanya.

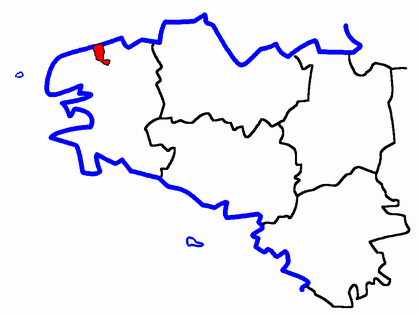
Situació del cantó

## Composició
El cantó aplega 5 comunes :
| Nom bretó  | Nom francès        | Nom gal·ló |
| Lanhouarne | Lanhouarneau       | ---        |
| Ploueskad  | Plouescat          | ---        |
| Gwikar     | Plougar            | ---        |
| Gwinevez   | Plounévez-Lochrist | ---        |
| Trelez     | Tréflez            | ---        |

## Història
| Data d'elecció                           | Identitat       | Partit        | Qualitat |
| ---------------------------------------- | --------------- | ------------- | -------- |
| 2004-                                    | Jacques Le Guen | Divers droite |          |
| les dades anteriors no són pas conegudes |                 |               |          |
|                                          |                 |               |          |